# Jindřiška Staňková-Kaplanová
Jindřiška Staňková-Kaplanová v matrice Henrica Vincencia (15. července 1884 Cheb – ?) byla česká pedagožka a překladatelka.

## Životopis
Rodiče Jindřišky byli Viktorin Kaplan (1844–1910) a Bohumila Kaplanová-Holoubková (1857–1925). Měla tři sourozence: Viktorina Kaplana (1879–1945), Bohumila Kaplana (1880–1950) a Ludmilu Slavíkovou-Kaplanovou.. Provdala se za Vladimíra? Staňka.
Jindřiška Staňková-Kaplanová vystudovala gymnázium Minerva v Praze a v letech 1909–1914 Filosofickou fakultu Univerzity Karlovy (rigorózní zkouška z fyziky a astronomie a z filozofie). Spolu se svou sestrou Ludmilou byly první, které ukončily studium ve stejnou dobu na vysoké škole. Od roku 1914 byla definitivní učitelkou při městské vyšší dívčí škole v Praze. Z římskokatolické církve vystoupila v roce 1919. Napsala dizertační práci a přeložila román z angličtiny.

## Dílo

### Spis
- O refrakci, hustotě a rozpustnosti etheru ve vodě a v solných roztocích – Praha: Nákladem České akademie císaře Františka Josefa pro vědy, slovesnost a umění, 1915

### Překlad
- Tři muži na toulkách – Jerome Klapka Jerome; z anglického originálu Three men on the bummel. Praha: Alois Srdce, 1919; 1948; 2008; 2010; 2014 Dobrovský; 2016; 2017 Tympanum; 2019 Srdce